# Mas Coma
El Mas Coma és un edifici al terme municipal de Fonollosa (Bages) catalogat a l'Inventari del Patrimoni Arquitectònic de Catalunya. El lloc de Camps és documentant al segle xii amb el nom de "Cantios" o "Cancios", però les primeres notícies són del s. X. El lloc va esdevenir un centre religiós important a l'època medieval a l'entorn de l'església de Santa Maria i molt especialment als s. XVII-XVIII amb la veneració de la imatge gòtica del Sant Crist de Camps (destruït l'any 1936). Fou durant els s. XVII i XVIII que les grans masies del lloc reconstruïren les seves obres amb imponents construccions pròpies d'aquest segle i de la prosperitat econòmica del camp català.
Es tracta d'una masia de planta basilical, coberta a dues vessants i amb el carener perpendicular a la façana, orientada a migdia. L'edifici és una obra del segle xviii que conserva la tradició de masia clàssica, i que no té galeries. Els obertures (finestres i balcons) es distribueixen simètricament a les façanes de migdia i ponent, amb portes adovellades i amb massisses llindes. A migdia un interessant porxo d'una planta quadrada amb una elegant porta d'arc de mig punt adovellat amb l'escut familiar.